# Дейвид Копърфийлд
За съвременния илюзионист вижте Дейвид Копърфийлд (илюзионист).
„Дейвид Копърфийлд“ (на английски: David Copperfield) е роман на английския писател Чарлз Дикенс, издаден първоначално на части в периода 1849-50, и публикуван цялостно през 1850 г. от издателство „Бредбъри и Евънс“, с оригинални илюстрации на Х. К. Браун („Физ“).
Творбата е едно от най-успешните произведения на Дикенс. В голяма степен е автобиографичен – редица елементи отразяват юношеството и кариерата на автора. Книгата представлява уникална по богатството на наблюденията и разнообразието на човешките характери, панорама на живота от Викторианската епоха. Романът прави разрез на английското общество по време на индустриалната революция, когато експлоатацията на децата и жените придобива небивали размери. Дикенс е може би сред първите писатели, които долавят както поезията, така и мрачните краски на съвременните метрополии. „Дейвид Копърфийлд“ разказва историята на един млад човек, останал без баща и изгубил обичта на най-близките си, който преодолява хиляди трудности, за да намери истинската любов и хармония в живота.

## Сюжет

### Глава I до XIV
Дейвид Копърфийл се ражда през 1820 г. в Блъндърстоун, графство Съфолк, шест месеца след смъртта на баща си. В нощта на неговото раждане присъства леля Бетси Тротууд, която възнамерява да участва в отглеждането на детето, но след като научава, че новороденото е момче напуска къщата.
Дейвид прекарва щастливо ранно детство, заедно със своята майка и добродушната прислужница Пеготи. Малко след втория брак на г-жа Копърфийлд, момчето е пратено на почивка при роднините на Пеготи в Ярмут. След като се завръща вкъщи, той заварва втория си баща садистичният Едуард Мърдстоун, който се нанася, заедно със своята сестра Джейн, в дома на новата си съпруга. Двамата новодошли възлагат на Дейвид непосилни уроци, с които, когато не се справя, бива бит с пръчка от строгия мъж. В един от тези побоища, момчето захапва ръката на г-н Мърдстоун. Заради „лошо поведение“ Дейвид е пратен в училището Салем Хаус, управлявано от тираничния директор г-н Крийкъл. Там детето завързва няколко приятелства – с бедния Томи Тредълс, към когото съдбата винаги е жестока, и по-възрастния Деймс Стиърфорд, чийто фигура пленява всички в училището, включително и Дейвид.
За ваканцията момчето е пратено у дома за един месец. Вкъщи той разбира, че майка му има второ дете. Два месеца след завръщането му в Салем Хаус, на връх рождения си ден, Дейвид научава, че майка му е починала, както и новороденото му братче. Потресеното момче е върнато отново вкъщи за погребението. След кончината на съпругата си разореният г-н Мърдстоун праща осиротялото дете в Лондон, за да работи в склада на винарската къща „Мърдстоун и Гринби“. Строгият мъж осигурява квартира на Копърфийлд при г-н Микобър, който се занимава с финансите на фирмата. Семейство Микобър е в постоянни финансови затруднения, преследвано от кредитори. Чудноватият мъж няколко пъти влиза в затвора и накрая напуска Лондон, за да избяга от тях. Изоставеният Дейвид взима решение също да напусне Лондон и да потърси помощ при своята леля Бетси Тротууд в Дувър. Преди да поема на път, млад кочияш отпрашва с тежкия му куфар. Копърфийлд е принуден да измине пеш разстоянието от Лондон до Дувър като просяк. Тротууд посреща първоначално момчето с нежелание, но след като научава, че е неин племенник, се смилява над него. Старата мома живее заедно с безобидния и психически нестабилен г-н Дик. Тя уведомява Мърдстоунови, че Дейвид е при нея. Скоро двамата навестяват дома ѝ. Осланяйки се на съвета на г-н Дик, ексцентричната Тротууд изгонва грубите гости и решава да осинови Дейвид-Тротууд Копърфилд.

## Персонажи

### Главни
- Дейвид Копърфийлд (David Copperfield) – централна фигура в романа и разказвач на собствения си живот от своето раждане до зрялостта си. Дейвид е син на Клара и Дейвид Копърфийл. Израства като полусирак в Блъндърстоун, графство Съфък. Чувствителен и раним младеж, който претърпява множество трудности през живота си. През цялата история той се среща с различни хора, всеки от тях оказал влияние в развитието му като личност. Прототип на персонажа е самия Чарлз Дикенс.
- Клара Пеготи (Clara Peggotty) – един от най-верните спътници на Дейвид Копърфийлд. Клара пресъства в живота на Дейвид още от самото начало, когато помага в израждането на детето. Тя е вярната и добродушно прислужница на семейство Копърфийл, която единствено подкрепя момчето след смъртта на майка му. Описана е като скромна и простодушна персона. Покойният г-н Копърфийлд я с фамилията, за да избегне объркването със съпругата си.
- Бетси Тротууд (Betsey Trotwood) – пралеля и настойник на Дейвид Копърфийлд. Есцентрична дама, която често плаши хората, но притежава добро сърце. Била омъжена за по-млад от нея съпруг, който според слуховете я е бил, което допринесло за техния развод. Тротууд изпитва голяма ненавист към мъжете и освен г-н Дик, друг не допуска до себе си. Води се като светило на семейство Копърфийлд. Не одобрява женитбата между нейния племенник и Клара Пеготи.
- Едуард Мърдстоун (Edward Murdstone) – втори баща на Дейвид Копърфийлд и втори съпруг на Клара. Садистичен и зловещ човек, който огорчава живота на невръстното момче. Мърдстоун е властна натура, която се опитва да държи в подчинение Дейвид и майка му. Често прибягва към физическо наказание, за да вкара в ред непокорния си син. Мърдстоун е описан като привлекателен мъж с мургава кожа, черна коса и бакенбарди. Има черни и безизразни очи.
- Джейн Мърдстоун (Jane Murdstone) – сестра на г-н Мърдстоун, която прилича по държание и външен вид на своя брат. Следи и подкрепя всяка постъпка на коравосърдечния мъж. Подобно на Мърдстоун тя изпитва голям неприязън към Дейвид, г-жа Копърфийлд и Пеготи. Описана от автора като грозновата дама с гъсти вежди, сключени над големия ѝ нос. Носи със себе си корав стоманена кесия.
- Уилкинс Микобър (Wilkins Micawber) – беден и добродушен благороден джентълмен, който взима за квартирант младия Дейвид Копърфийлд. Микобър е комична фигура, която винаги се намира затънал в дългове. Работи като комисионер на няколко предприятия. Емоционално състояние на г-н Микобър варира от краен оптимизъм до откровен мелодраматизъм. Описан е възпълен на средна възраст с отличителни черти: гола глава и монокъл.
- Ема Микобър (Emma Micawber) – болнавата съпруга на г-н Микобър, която произхожда от богата семейство. Подобно на своя мъж тя също има променливо настроение: в един момент се облива със сълзи и получава припадъци, а в друг се смее и забавлява. Силно привързана към г-н Микобър, следвайки го в неговите спадове и възходи в живота. Има четири деца от него.
- Джеймс Стиърфорд (James Steerforth) – привлекателен и дързък младеж, който се сприятеля с главния персонаж в училището Салем Хаус. Стиърфорд е няколко години по-голям от Дейвид и се ползва с особено уважение от учителите и учениците в училището. Копърфийлд е пленен от неговите маниери и външен вид и го има за един вид модел за подражание.
- Клара Копърфийлд (Clara Copperfield) – майка на Дейвид Копърфийлд. Плаха и чувствителна жена, която понякога се държи параноично. Двойно по-млада от първия си съпруг, за което е пренебрегната от г-жа Тротууд, която я счита за „восъчна кукла“. Във втория си брак с Мърдстоун тя се опитва да запазва добри отношения между Дейвид, новия си съпруг и мис Мърдстоун.
- Даниел Пеготи (Daniel Peggotty) – брат на Клара Пеготи, живеещ в странна къща-гемия в Ярмут. Човек с изключително добро сърце. Осиновява Хам и Емили и прибира вкъщи овдовялата г-ца Гъмидж. Занимава се с риболов и изкарва прехраната си с този занаят.
- Емилия Пеготи (Малката Емили) (Emily (Little Em'ly)) – красиво момиче, осиновено от г-н Пеготи и дъщеря на покойния зет на Даниел – Том. Малкият Дейвид се влюбва в нея по време на ваканцията си в Ярмут. Красиво и синеоко момиче, чиято най-голяма мечта е да стане дама.
- Хам Пеготи (Ham Peggotty) – племенник на Клара Пеготи и син на брат и Джо, също осиновен от г-н Пеготи. Подобно на чичо си той е добродушен и простоват. Едро, високо и широкоплещесто момче с голяма къдрава коса. Хам присъства в нощта, в която се ражда Дейвид.
- Томи Тредълс (Tommy Traddles) – първото момче от Салем Хаус, с което се запознава Дейвид. Добродушно и пренебрегвано от съучениците си хлапе, което винаги търпи училищни наказания. Предизвиква едновременно съжаление и смях у Дейвид.

### Второстепенни
- Г-н Дик (Mr. Dick) – далечен роднина на Бетси Тротууд, който живее при нея. Старицата му гласува голямо доверие и се допитва за съвет към него. Мил и странен господин с инфантилно поведение, което кара хората да го мислят за луд. Г-н Дик работи по своите мемоари, в които се опитва да вмъкне Чарлз I, убеден че отсичането на главата на краля е виновна за болестта му. Истинското му име е Ричард Бабли.
- Джанет (Janet) – добродушна прислужница на Бетси Тротууд. Хубава девойка на възраст между деветнадесет и двадесет години. Истинско олицетворение на спретнатостта. Една от протежетата на леля Тротууд, която старата мома взима, за да ѝ внуши омраза към мъжете. Накрая Джанет се омъжва за фурнаджията.
- Г-н Крийкъл (Mr. Creakle) – садистичен директор на училището Салем Хаус, към когото всички изпитват страх. Той е властен мъж, който държи да се спазват заповедите му. Описан е едър и плешив с голяма брада и ядосано лице. Говори шепнешком. Крийкъл е познат на г-н Мърдстоун. Предишната работа на директора била продавач на хмел.
- Мис Крийкъл (Miss Creakle) – дъщеря на г-н Крийкъл, която, по слухове в училище, е влюбена в Джеймс Стиърфорд
- Г-жа Крийкъл (Mrs. Creakle) – съпруга на г-н Крийкъл. Слаба и крехка жена, която бере голям страх от съпруга си.
- Г-н Баркис (Mr. Barkis) – кочияш, влюбен в г-жа Пеготи. Мълчалив и стеснителен мъж с флегматични нрави. Превозва Дейвид и Пеготи до Ярмут, а после и момчето до Салем Хаус. По-късно се жени за Пеготи.
- Г-н Тънгей (Mr. Tungay) – коравосърдечен и студен помощник на г-н Крийкъл, който играе ролята на тълкувател на думите на директора. Тънгей повтаря и подкрепя всяка дума на началника. Притежава дървен крак. Бил е съдружник на Крийкъл в търговията с хмел.
- Чарлз Мел (Charles Mell) – учител в училището Салем Хаус и приятел на Дейвид. Той е слаб и посърнал младеж. Изключително беден, носи се мръсен и одърпан със скъсани обувки. Свири ужасно фалшиво на флейта. Изгонен от училище заради дръзкия Стиърфорд.
- Г-н Шарп (Mr. Sharp) – главен учител, началник на г-н Мел. Слаб и болнав човек, който носи перука, за която полага изключителни грижи.
- Мисис Гъмидж (Mrs. Gummidge) – вдовица, живееща в дома на г-н Пеготи. Преди това е била женена за беден колега на Даниел. Приятна и любезна дама, но понякога показва своя припрян нрав и в тези моменти хленчи прекалено много.
- Г-н Чилип (Mr. Chillip) – смирен и кротък доктор, който изражда Дейвид. Нисък мъж, който се превива, за да заеме по-малко място.
- Г-н Куиниън (Mr. Quinion) – приятел на г-н Мърдстоун и ръководител на търговска къща „Мърдстоун и Гринби“ в Лондон.

## Издания на бълг. ез.
- 1897; Първо издание на български; 92 стр.; Преведе Ив. Ст. Андрейчин; София Печатница Вълков, Библиотека „За мало и голямо“
- 1975; Издателство на ЦК на ДКМС „Народна младеж“; София; превод от италианската адаптация на Хюго Стаф – Светозар Златаров; Редактор: Християна Василева; Илюстрации: Рецак; Стр. 72 (съкратено издание за деца); Формат: 1/8 70/100; Печатно коли: 9.
- 1986; Издателство на ЦК на ДКМС „Народна младеж“; София; Превод от английски на Нели Доспевска; Редактор: Анна Сталева; Оригинални илюстрации на Х. К. Браун („Физ“); Стр. 720; Формат: 16/60/90; Печатни коли: 45.